# Queluzito
Queluzito este un oraș în Minas Gerais (MG), Brazilia.